# Ордоњо II од Леона
Ордоњо II од Леона (око 873 − јун 924) био је краљ Галиције од 910. и Леона од 914. године до своје смрти.

## Биографија
Ордоњо је био други син Алфонса III Великог и Химене од Астурије. Рођен је око 873. године. Из непознатих разлога, Алфонсови синови 909. године подижу устанак против свога оца. Ордоњо је у грађанском рату ухапшен и затворен у дворац Гаузон. Након Алфонсове присилне абдикације 910. године држава држава је подељена на три дела. Леон је заузео Гарсија I, Астурију Фруела, а Галицију Ордоњо. Након Гарсијине смрти, Ордоњо је 914. године овладао и Леоном. Због заједничке опасности од Кордопског калифата, Ордоњо и Санчо Гарсес I склапају савез против Абдурахмана III и 915. године освајају Мериду. Ордоњо се морао суочити и са Кастиљанима који су тежили да подстакну побуну у Леону. Женио се три пута и имао је четворо деце: Санча Ордоњеза, Алфонса IV, Рамира II и Химену. Умро је 924. године. Наследио га је брат Фруело II.

## Породично стабло
|  |                            |  |  |  |  |  |  |  |  |  |  |  |  |  |  |  |
|  | 2. Алфонсо III од Астурије |  |  |  |  |  |  |  |  |  |  |  |  |  |  |  |
|  |                            |  |  |  |  |  |  |  |  |  |  |  |  |  |  |  |
|  |                            |  |  |  |  |  |  |  |  |  |  |  |  |  |  |  |
|  | 1. Ордоњо II од Леона      |  |  |  |  |  |  |  |  |  |  |  |  |  |  |  |
|  |                            |  |  |  |  |  |  |  |  |  |  |  |  |  |  |  |
|  |                            |  |  |  |  |  |  |  |  |  |  |  |  |  |  |  |
|  | 3. Химена од Памплоне      |  |  |  |  |  |  |  |  |  |  |  |  |  |  |  |
|  |                            |  |  |  |  |  |  |  |  |  |  |  |  |  |  |  |
|  |                            |  |  |  |  |  |  |  |  |  |  |  |  |  |  |  |